# ثورة نقيب الأشراف
ثورة نقيب الأشراف هي انتفاضة شعبية حدثت في القدس ضد السلطات العثمانية في الفترة ما بين أيار (مايو) عام 1703 وتشرين الأول (أكتوبر) في عام 1705.
كانت ثورة نقيب الأشراف بقيادة نقيب الأشراف في المدينة محمد بن مصطفى الحسيني الوافعي الذي قاد المتمردين من سكان المدينة والفلاحين القادمين من القرى المجاورة والبدو المحليين والمتدينين والوجهاء (العلماء).
أقام المتمردون لأكثر من عامين حكمًا ذاتيًّا افتراضيًّا في المدينة قبل أن تظهر الانقسامات داخل صفوف المتمردين. وبعد أن حاصر العثمانييون المدينة، فر معسكر المتمردين بقيادة الحسيني من المدينة إلا أن السلطات العثمانية تمكنت من القبض عليه وأعدامه في وقت لاحق.

## الخلفية التاريخية
في منتصف القرن السابع عشر، أصبح جميع المقربين من الباب العالي في مختلف مقاطعات الإمبراطورية العثمانية ينتمون لعائلة كوبريللي الصدر الأعظم للدولة العثمانية. تسببت هذه السياسات في فلسطين في التهميش التدريجي للعائلات المحلية في المنطقة، مثل آل رضوان وال فروخ وال الترابي. كان محافظين سناجق وأحياء القدس وغزة ولجون ونابلس عادة ما يتم اختيارهم من بين أبناء هذه العائلات، فقد حافظوا بشكل عام على تحالفات وثيقة مع وجهاء المدن الرئيسية في فلسطين ومع القبائل البدوية. استبدل هؤلاء الحكام المحليين في نهاية القرن السابع عشر بالمسؤولين العثمانيين الذين توقفوا عن توطيد العلاقات المحلية التي كان أسلافهم قد زرعوها، كما استمر في ظل الحكام الجدد استغلال الإنكشاريين والتيماريوت (وهم أصحاب الإقطاعيات) والصوباشي (وهم جنود ورؤساء البلديات) للسكان المحليين بلا هوادة في حين لم يتمكن الحكام من فرض النظام على سنجق القدس، حيث عانت الطرق الرئيسية من القدس إلى يافا ومن نابلس إلى الخليل من اعتداءات متكررة على أيدي رجال القبائل البدوية واستمر عدم الاستقرار متفشيًا في الريف والمدن الرئيسية مثل الخليل، وترك العديد من الفلاحين قراهم لتجنب الضرائب الباهظة التي فرضها الحكام عليهم أو من استغلال صغار المسؤولين لهم. كانت كبار الشخصيات في القدس غالبًا ما تتدخل كوسطاء لحل النزاعات في المنطقة بدلاً من المسؤولين الحكوميين، وأدى فقدان الشخصيات البارزة للامتيازات التي كانت تتمتع بها في السابق في ظل الحكام المحليين إلى تقريبهم من الطبقات الدنيا والمحرومين بسبب إحباطاتهم المشتركة من النظام المتغير. علاوة على ذلك، فإن الأعمال التي قام بها الإنكشاريون، وبالتحديد تدنيسهم للمساجد والمواقع الدينية مثل الحرم الشريف للمسجد الأقصى أو جبل الهيكل في القدس زايدت من استياء السكان.
وفي عام 1701 تم تعيين محمد باشا كردي بيرم محافظًا على سناجق القدس وغزة ونابلس، والذي أقام خلال فترة ولايته حملات عقابية متكررة ضد الفلاحين ورجال القبائل البدوية بسبب تمردهم على سلطته، ورفضهم لدفع الضرائب المتزايدة، والتي تضاعفت مُعدلاتها فور تولي محمد باشا لمنصبه، في حالة البدو، فكانت الحملات العقابية بسبب استيلائهم على الطرق السريعة المحلية وفرض رسوم على المسافرين. كانت الحملات في كثير من الأحيان وحشية مُبالغة في العنف، ففي عام 1702، أسفرت حملته ضد البدو والفلاحين في سناجق غزة والقدس عن مقتل 200 من البدو والفلاحين، وفي أوائل عام 1703، حاصرت قواته قلعة بيت جبرين حيث تحصن المتمردون من المنطقة المجاورة، ودمرت عدة قرى قبل سيطرة محمد باشا على المدينة. وبعد فك الحصار طلب علماء القدس من محمد باشا تخفيف سياساته الضريبية الصارمة والحد من وحشية حملاته العسكرية، ولكنه تجاهل طلباتهم.

## أحداث الثورة
أثناء صلاة الجمعة في المسجد الأقصى في أحد أيام أيار (مايو) من عام 1703، وبينما كان محمد باشا يقود حملة عقابية في نابلس، تم الإعلان عن تمرد ضد الحكومة. اعتقل المتمردون المقدسيون المتصل المعين من قبل محمد باشا والعدد القليل من القوات التي تركت لحكم المدينة بمساعدة رئيسية من وحدات السباهي والإنكشارية المحلية. كما أطلق المتمردون سراح نزلاء سجن المدينة، وبمجرد أن نادى العلماء للثورة، انضم إلى سكان المدن المقدسية فلاحون من قرى الريف، وأعد المتمردون عدتهم وأقاموا دفاعات القدس لمواجهة هجوم محمد باشا وقواته.
عيّن المتمردون محمد بن مصطفى الوفي الحسيني نقيب الأشراف في المدينة زعيماً لهم وشيخاً للقدس، ومن هنا سُمي هذا التمرد حديثًا باسم ثورة نقيب الأشراف، كما تم تعيين شيوخ أحياء المدينة المختلفة لمساعدة محمد بن مصطفى في إدارة الشؤون الحكومية والاقتصادية في القدس. ومع سيطرة المتمردين الحازمة على المدينة، والدعم الشعبي لهم من سكانها، وإنشاء إدارة حاكمة، بدأ سكان القدس فعليًا فترة حكم ذاتي في القدس استمرت لأكثر من عامين. وأدى انشغال الحكومة المركزية بالمسائل الأكثر إلحاحًا في العاصمة العثمانية اسطنبول أثناء ثورة أدرنة إلى أجبارها على التساهل مع الوضع في القدس.
حاول محمد باشا وأرسلان محمد باشا حاكم دمشق (التي كانت سناجق القدس تابعة لها) وخلفاؤه استعادة المدينة من المتمردين خلال الحصار الذي أعقب ذلك إلا أن الثوار استغلوا قدسية القدس للمسلمين لمنع قصف المدينة على أيدي القوات العثمانية، ولكنهم فتحوا النار عليهم عند اقترابهم.
شاعت في عام 1704 أنباء مفادها أن السلطان أحمد الثالث أرسل جيشًا كبيرًا للسيطرة على القدس، فظهر معسكر موالٍ كان راضياً عن إقالة محمد باشا واندلاع الثورة إلا أن محمد بن مصطفى لم يثق كثيرًا في المبادرات الإمبراطورية وطالب بضمانات أقوى قبل إنهاء الثورة. انقسم السكان بين المعسكرين، وتحول الخلاف بينهما إلى العنف عندما شن محمد بن مصطفى حملة مسلحة ضد الموالين للسلطان العثماني. وبلغت الاشتباكات ذروتها باندلاع معركة كبرى في الأزقة الضيقة حول باب الحوطة في الجزء الشمالي من المدينة. وانتهت المعركة بعشرات القتلى والانشقاقات الجماعية من معسكر محمد بن مصطفى. كان المعسكر الموالي محصنًا في القلعة مع القاضي في انتظار تدخل الجيش الإمبراطوري.
بدأت الاشتباكات بين المعسكرين المتعارضين من جديد في أواخر عام 1705 في الوقت الذي كان فيه الجيش الإمبراطوري يغادر دمشق. واجه الجيش الإمبراطوري مقاومة غير فعالة بشكل عام في المناطق النائية من نابلس، حيث سارعهم الفلاحون غير النظاميين على طول الطريق إلى القدس. و بمجرد وصول العثمانيين إلى محيط القدس في تشرين الأول (أكتوبر) من نفس العام، قرر محمد بن مصطفى الهروب من المدينة مع العشرات من أتباعه عبر باب العامود وبوابة المغرب في مساء يوم 28 تشرين الأول (أكتوبر) عام 1705. ولكن قبضت السلطات العثمانية على محمد بن مصطفى بعد ذلك وأرسل إلى اسطنبول حيث تم إعدامه هناك في عام 1707.

## التداعيات
أدى هروب نقيب الأشراف إلى إنهاء نفوذ عائلة الوفية الحسينية في القدس ومهد الطريق لعشيرة الغدائية، وهي عائلة أشراف أقل شهرة من عائلة الوفي الحسيني لتولي منصب نقيب الأشراف. أصبح هُناك فرع من عائلة الغدائية يُعرف باسم عائلة الحسيني في منتصف القرن الثامن عشر، ولعب أبناء هذا الفرع دورًا مؤثرًا للغاية في شؤون القدس خلال العقود المتبقية من الحكم العثماني وكان أعضاؤه قادة الحركة الوطنية الفلسطينية خلال فترة ما بعد الحرب العالمية الأولى. وبخلاف عائلة الوفي الحسيني، فقد فقدت العديد من عائلات العلماء والأشرف حظوتها لدى العثمانيين، على الرغم من أن بعضها استعادت لاحقًا نفوذها الإداري المحلي خلال العقود اللاحقة. بعد استسلام المدينة، تم حشد الآلاف من القوات العثمانية في القدس تحت قيادة حاكم جديد، وأدى الوجود ذلك العسكري الكبير إلى تراجع اقتصاد القدس.
كانت ثورة نقيب الأشرف، وفقًا لأراء المؤرخ اليهودي إيلان بابي، فريدة من نوعها في تاريخ منطقة القدس من حيث أنها آلفت بين الفلاحين والبدو والأعيان والوجهاء. وقد أطلق عليها المؤرخ عادل مناع اسم "الانتفاضة الشعبية الأولى في فلسطين"، مُشيرًا أيضًا إلى أن الثورة اقتصرت جغرافيا على القدس ومحيطها المباشر.